# Auverse
Auverse ist eine Ortschaft und eine Commune déléguée in der französischen Gemeinde Noyant-Villages mit 440 Einwohnern (Stand 1. Januar 2022) im Département Maine-et-Loire in der Region Pays de la Loire.
Auverse wurde am 15. Dezember 2016 mit 13 weiteren Gemeinden, namentlich Breil, Broc, Chalonnes-sous-le-Lude, Chavaignes, Chigné, Dénezé-sous-le-Lude, Genneteil, Lasse, Linières-Bouton, Meigné-le-Vicomte, Méon, Noyant und Parçay-les-Pins zur neuen Gemeinde Noyant-Villages zusammengeschlossen.

## Geografie
Auverse liegt etwa 39 Kilometer ostnordöstlich von Angers in der Landschaft Baugeois. Hier entspringt der Couasnon. 

## Bevölkerungsentwicklung
| Jahr                       | 1962 | 1968 | 1975 | 1982 | 1990 | 1999 | 2006 | 2013 |
| Einwohner                  | 610  | 543  | 451  | 423  | 356  | 390  | 411  | 447  |
| Quellen: Cassini und INSEE |      |      |      |      |      |      |      |      |

## Sehenswürdigkeiten
- Kirche Saint-Germain-l'Auxerrois
- Schloss Le Fresne aus dem 16. Jahrhundert, Monument historique seit 1999
- Schloss La Calvinière aus dem 16. Jahrhundert
- Schloss La Blanchadière aus dem 15. Jahrhundert
- Schloss La Sansonnière aus dem 15./16. Jahrhundert
- Herrenhaus La Calvinière aus dem 16./17. Jahrhundert, Monument historique seit 1986
- Herrenhaus Auversette aus dem 15./16. Jahrhundert